# Twin Bridges
Twin Bridges est une municipalité américaine située dans le comté de Madison au Montana. Selon le recensement de 2010, sa population est de 375 habitants. La municipalité s'étend sur 0,96 milles carrés (2,49 km2).
La localité est fondée dans les années 1860 par les frères John T. et Mortimer H. Lott. Elle doit son nom à ses « ponts jumeaux » (en anglais : twin bridges) sur la Beaverhead et la Big Hole dont la confluence crée la rivière Jefferson.